# Municipio de Rochester (Iowa)
El municipio de Rochester (en inglés: Rochester Township) es un municipio ubicado en el condado de Cedar en el estado estadounidense de Iowa. En el año 2010 tenía una población de 599 habitantes y una densidad poblacional de 8,56 personas por km².

## Geografía
El municipio de Rochester se encuentra ubicado en las coordenadas 41°39′55″N 91°6′58″O / 41.66528, -91.11611. Según la Oficina del Censo de los Estados Unidos, el municipio tiene una superficie total de 70.01 km², de la cual 68,33 km² corresponden a tierra firme y (2,4 %) 1,68 km² es agua.

## Demografía
Según el censo de 2010, había 599 personas residiendo en el municipio de Rochester. La densidad de población era de 8,56 hab./km². De los 599 habitantes, el municipio de Rochester estaba compuesto por el 98,5 % blancos y el 1,5 % eran de una mezcla de razas. Del total de la población el 0,67 % eran hispanos o latinos de cualquier raza.